# Parajulis
 Parajulis és un gènere de peixos de la família dels làbrids i de l'ordre dels perciformes.

## Taxonomia
- Parajulis poecilepterus (Temminck i Schlegel, 1845)[2][3][4]